# ジェシカ (少女時代)
ジェシカ (제시카、Jessica、本名：ジェシカ・チョン（Jessica Jung）、韓国名：チョン・スヨン（정수연、Jung Soo-Yeon、鄭秀妍）、 1989年4月18日 - )は、アメリカ・サンフランシスコ出身の韓国系アメリカ人の歌手兼ファッションデザイナー及び編集者である。女性アイドルグループ・少女時代の元メンバーで、メインボーカルを務めていた。身長163cm、血液型は A型、本貫は東萊鄭氏、星座はおひつじ座。家族構成は父、母、妹（f(x)のクリスタル）。父はボクサー、母は体操選手。

## 来歴
- 2000年、家族で来韓して出かけていた際、妹のクリスタルとSMエンタテインメントの関係者にスカウトされた。後に両親とSM関係者との会談の場が設けられたが、その時に一緒にいたジェシカもスカウトされ、家族全員で韓国に移住することとなった。7年半の練習期間を経て、2007年に少女時代のメンバーとしてデビュー。
- 2007年、ティファニーと共にケント外国人学校を卒業。
- 2008年、ティファニー、ソヒョンとのユニットで「悪いお兄さん（오빠 나빠）」をリリース[2]。
- 2009年、芸人パク・ミョンスとのユニット「ミョンカドライブ」にて「冷麺（냉면）」をリリースし、人気を博す。
- 2009年、ミュージカル「キューティ・ブロンド」（韓国版）でヒロイン役を演じる。2012年11月から2013年3月にかけて再び出演[3]。
- 2012年、KBSドラマ「乱暴なロマンス」にカン・ジョンヒ役で出演。
- 2012年、少女時代としてシングル「PAPARAZZI」に参加。MV内ではユナと共にメインボーカルを担当。真紅のオフファーショルダードレスに身を包み、持ち前の驚異的なビジュアルを印象づけた。
- 2014年8月、ファッション・ブランド《BLANC&ECLARE》設立
- 2014年9月30日、少女時代から脱退し、その後所属事務所との話し合いの末、2015年8月6日にSMエンタテインメントとの契約を終了した。
- 2015年12月3日、スタースタイル紙「HIGH CUT」のインタビューを通じて「現在、アルバムを制作している」とし、歌手としてのカムバックを予告した。カムバック時期については、「近いうちに」と答えた。
- 2016年5月17日にソロ歌手としての1stミニアルバム『With Love, J』を発売した。2016年12月31日までに80,783枚の販売数を記録し、2016年のアルバム年間33位(女性歌手のアルバム中5位、ソロ歌手6位、女性ソロ歌手2位)。[4]
- 2016年6月15日、公式ファンクラブの名前が「ゴールデン・スターズ(Golden Stars)」に決定した。
- 2016年8月12日公開の中国映画『那件瘋狂的小事叫愛情（中国語版）』（英題：I love that crazy little thing）に出演。
- 2016年12月13日に2ndミニアルバム『WONDERLAND』を発売した。同月の月末までに38,271枚の販売数を記録し、2016年のアルバム年間75位(女性歌手17位、ソロ歌手16位、女性ソロ歌手5位)。[4]
- 2017年1月18日公開のWEB短編映画『Two Bellmen 3』に出演。[5]
- 2017年4月18日にデジタルシングル『봄이라서 그래』（春だからそうなの）を発表。
- 2017年8月4日公開の中国映画『我是馬布里（中国語版）』（英題：My Other Home）に出演。
- 2017年8月9日に3rdミニアルバム『My Decade』を発売した。

## 人物・エピソード
- 愛称は「シカ」。デビュー当時は見た目のイメージから「氷姫 (Ice Princess)」というキャッチフレーズがつけられたが、本人は「女性には少し近寄り難い感じがなければならないので、嫌いではない」と語っている[6]。その堂々とした態度が軍隊の兵長を彷彿とさせることから「シカ兵長」と呼ばれることもある。また、"氷の女王"から「シカ様」という愛称もつけられている
- 仕事のONとOFFの切り替えがはっきりしている。舞台での仕事では体力的にきつくてもきちんとこなし、プロフェッショナル精神が強い一方、バラエティやドキュメンタリー番組では、話を聞かずによそ見をしたり、一人で勝手にどこかに行ったり、休憩したりする姿がよく見られる。ダラダラとした歩きかたをするので、少女時代のメンバーには、スヨンに「後ろから見たら男だ」と言われたことがある[7]。
- 睡眠時間が非常に長いため「居眠りシカ」と呼ばれている。少女時代メンバーの中では最も起きるのが遅いといわれていた。番組の撮影中でも、休み時間が少しでもあるとどこかで隠れて寝ていることがよくある。ジェシカは「休日は16時間以上寝る」「仕事に遅刻しそうな時は別のメンバーにベッドから投げ落とされる」と語っている。少女時代のソヒョンが発案した「起床1分遅れるごとに罰金を課すルール」によく違反し、メンバーで一番多く罰金を払ったといわれている。
- 少女時代メンバーのティファニーと同じくアメリカ出身であるが、韓国に在住している期間はジェシカの方が長いため、ティファニーと比べて韓国語が上手い。
- 妹のクリスタル(チョン スジョン)は、同じくSMエンタテインメント所属のf(x)のメンバーとしてデビューしている。仲のよい姉妹として知られ、事務所主催のコンサートで共演することもある。ジェシカは「仕事の話も人生の話もできて助言しあえる、友達のような存在」と語っている[6]。
- 特技は歌、ピアノ演奏。
- キュウリが苦手で、臭いをかぐだけで気分が悪くなる。ミュージカルをやっていたときに少女時代のメンバーから花束をもらったが、イタズラでその中にキュウリが入れられていたという[8]。アイスクリームが大好き。
- 箸の持ち方は正しくなく、人差し指と中指を箸の上に被せてもち、器用に食べる。料理は得意でなく、サンドイッチの作り方が分からずに電話で母親に尋ねたこともある。しかし、ドキュメンタリー番組「MTV 少女時代」において、親しい先輩のパク・ミニョンの為にスパゲティを作ったときは好評であった。
- 部屋の片付けが苦手で、月に一度、母親に片付けてもらっているという[8][9]。
- 好きな言葉は「follow my HEART（心の向くままに）」[10]。
- ファッションに関心があり、デザイナーとして活動していたが、このことが原因となって、事務所や少女時代の他のメンバーとの間に対立が生じ、同グループから脱退した。そして所属事務所との話し合いの末、2015年8月6日にSMエンターテインメイトとの契約を終了した。
- 契約満了後の活動は、「芸能界の活動とデザイナーとしての仕事はジャグリングゲームみたいだ」と両方の活動を続けていくことをインタビュー内で答えた[11]。

## 音楽活動
- 悪いお兄さん - "오빠 나빠" (2008年4月4日、ティファニー、ソヒョンとのユニット）
- 冷麺 - "냉면" (2009年7月13日、パク・ミョンスとのユニット「ミョンカドライブ」名義）
- Sweet Delight (2010年10月13日、食品メーカーSPCのブランドソング）
- 涙があふれて - "눈물이 넘쳐서" (2011年5月18日、KBSドラマ「ロマンスタウン」挿入歌）
- どうして - "어쩜" (2012年1月19日、KBSドラマ「乱暴なロマンス」挿入歌、キム・ジンピョ（朝鮮語版）とのデュエット曲）
- Butterfly　(2012年8月15日、SBSドラマ「花ざかりの君たちへ」挿入歌、クリスタルとのデュエット曲）
- 心の道 - "마음길" (2012年9月7日、KBSドラマ「大王の夢」主題歌）
- My Lifestyle（Feat. Dok2（朝鮮語版）） (2012年10月18日、『PYL ユニーク・アルバム』収録 )[12]
- あなたというひとりの人 - "그대라는 한 사람" （2013年7月2日、tvNドラマ「シラノ恋愛操作団」挿入歌）
- Say Yes（2014年7月4日、映画「Make Your Move」挿入歌　クリスタル、EXO（録音当時）のクリスとのユニット）
- 1stミニアルバム『With Love, J』(2016年5月17日発売)
- Love! Love! Aloha!（2016年7月24日、映画「那件瘋狂的小事叫愛情（中国語版）」挿入歌　陳偉霆とのデュエット曲）
- 2ndミニアルバム『WONDERLAND』（2016年12月13日発売）
- デジタルシングル『봄이라서 그래』（春だからそうなの）（2017年4月18日）
- 3rdミニアルバム『My Decade』（2017年8月9日発売）

※少女時代（2007年8月～2014年9月）としての活動は該当項目を参照

## その他の活動

### ミュージカル
- キューティ・ブロンド（2009年-2010年、2012年） - エル・ウッズ役[13]。

### ドラマ
- 乱暴なロマンス - "난폭한 로맨스" （KBS、2012年） - カン・ジョンヒ役
- WEB短編映画『Two Bellmen 3』[5]（2017年1月18日公開）キム・ミナ役

### 映画
- 中国映画『那件瘋狂的小事叫愛情（中国語版）』（英題：I love that crazy little thing）（2016年8月12日公開）羅倩倩 役
- 中国映画『我是馬布里（中国語版）』（英題：My Other Home）（2017年8月4日公開）楊晨 役

### ミュージックビデオ
- キム・ジョハン 『愛が遅れてすまない(사랑이 늦어서 미안해)』（2007年）
- Super Junior-M 『Super Girl』（2009年）
- SHINee『Sherlock(셜록)』（2012年）